# スーサイドガール
『スーサイドガール』は、中山敦支による日本の漫画作品。『ウルトラジャンプ』（集英社）にて、2020年5月号から2024年2月号まで第一部が連載された。
自殺志願者の主人公「青木ヶ原星」が人々を自殺に駆り立てる「フォビア」という悪魔の存在を知り、魔法少女としてそれらと戦う展開となっている。
2020年11月には漫画アプリ「ヤンジャン!」で4話まで無料公開された。

## 評価
本作は次にくるマンガ大賞2021のWeb漫画部門でノミネートした。

## 用語解説
フォビア
人々に希死念慮を生じさせる悪魔のような存在。

## 登場人物
青木ヶ原 星（あおきがはら キラリ）
声 - 田中美海
本作の主人公。16歳の高校1年生の少女。
元来元気な性格だったが、自殺願望を持つ。
金門橋 満天（きんもんばし まんてん）
声 - 高橋李依
国民的アイドル。17歳の少女。
ミステリアスな雰囲気を持つ。
新谷響 夕空（にやがら アカネ）
声 - 内田真礼
自殺願望がある美少女。15歳の中学3年生の少女。
運命の人を探して何度も心中未遂を繰り返している。

## 書誌情報
- 中山敦支 『スーサイドガール』 集英社〈ヤングジャンプ・コミックス〉、全10巻[8]
  1. 2020年7月17日発売[9]、ISBN 978-4-08-891610-1
  2. 2020年11月19日発売[10]、ISBN 978-4-08-891725-2
  3. 2021年4月19日発売[11]、ISBN 978-4-08-891846-4
  4. 2021年9月17日発売[12]、ISBN 978-4-08-892059-7
  5. 2022年1月19日発売[13]、ISBN 978-4-08-892196-9
  6. 2022年6月17日発売[14]、ISBN 978-4-08-892365-9
  7. 2023年2月17日発売[15]、ISBN 978-4-08-892610-0
  8. 2023年12月19日発売[16]、ISBN 978-4-08-892834-0
  9. 2024年1月18日発売[17]、ISBN 978-4-08-892868-5
  10. 2024年2月19日発売[18]、ISBN 978-4-08-893115-9